# Yves Meyer
Yves F. Meyer (Parigi, 19 luglio 1939) è un matematico francese, padre della teoria delle ondine.

## Biografia
Yves Meyer ha studiato a Tunisi. Nel 1957 è stato ammesso alla École normale supérieure. Ha ottenuto il dottorato nel 1966, con il professor Jean-Pierre Kahane.
Ha insegnato all'Università di Strasburgo (1963–1966), all'Università Paris XI - Paris-Sud (1966–1980), a all'École polytechnique (1980–1986), all'Università Paris IX - Dauphine (1985–1995), all'École normale supérieure de Cachan (1999–2003), ed è professore emerito all' Ecole Normale Supérieure de Cachan dal 2004.
Ha vinto nel 2010 il premio Gauss per i suoi contributi alla Teoria dei numeri, Teoria degli operatori ed alla Analisi armonica. Ha inoltre ricevuto nel 2017 il Premio Abel.